# Allaxius
Allaxius is een geslacht van kreeftachtigen uit de klasse van de Malacostraca (hogere kreeftachtigen).

## Soorten
- Allaxius aethiopicus (Nobili, 1904)
- Allaxius clypeatus (de Man, 1888)
- Allaxius picteti (Zehntner, 1894)
- Allaxius princeps (Boas, 1880)
- Allaxius scuptimanus (Ward, 1942)
- Allaxius spinimana (de Man, 1905)